# جویبار (مازندران)
جویبار () یکی از شهرهای استان مازندران و مرکز شهرستان جویبار است. جمعیت شهر جویبار در سال ۱۳۹۵، برابر با ۷۷٬۵۷۶ نفر بوده‌است. بر مبنای آخرین داده های جغرافیایی بیشترین درازای شهر جویبار ۵ کیلومتر می باشد.  مردم جویبار از قومیت طبری هستند و به زبان مازندرانی صحبت می‌کنند. 
نام این شهر در گذشته به صورت جوبر و جوبار ثبت شده  و مرکز دهستان گیل‌خوران در بخش مرکزی شهرستان قائم‌شهر بود. از جویبار قهرمانان بزرگی در رشته کشتی به افتخارات بین‌المللی رسیده‌اند. رودخانه سیاهرود از میان این شهر عبور کرده و به دریای مازندران می‌ریزد.

## وجه تسمیه
واژه جویبار متشکل از دو واژه جوی (رود کوچک) و بار (ساحل) می‌باشد و در منابع تاریخی به صورت جوبر، جوبار، جوی بار و باغلو آمده‌است، جویبار به علت فراوانی آب‌های جاری و زیر زمینی به این نام خوانده می‌شود.
منطقه جویبار در گذشته گیل خواران نامیده می‌شد. نام گیل خواران مرکب از واژه‌های گیل، خوار، ان است. گیل در زبان بومی به معنی آلوچه کوهی و ازگیل وحشی جنگلی است. علت لفظ گیل خواران به منطقه جویبار وجود درختان بیشمار درختان ازگیل جویبار می‌باشد. در سفرنامه ناصرالدین شاه قاجار به وجود بی شمار درختان ازگیل در این منطقه اشاره شده‌است. دهخدا در لغت نامه خود پس از اشاره به محدوده جغرافیائی گیل خواران (محدوده جغرافیائی گذشته جویبار) شرحی کوتاه در مورد آن و مردمانی که به این واژه مشهورند مجازاً واژه گیل را به مردمانی جنگاور و کار زای و افراد شجاع و دلیر در ادبیات فارسی بیان نموده و در معنی شجاع و دلیر جنگاور مستعمل شده‌است و واژه خوار که در زبان مازندرانی استفاده می‌شود، که ریشه در زبان طبری کهن طبرستان یا مازندرانی با محدوده جغرافیائی و تاریخی‌اش دارد و به معنی خوب می‌باشد.

## مکان‌های دیدنی
از میان دیدنی‌های آن می‌توان به دو زیارتگاه به نام‌های امامزاده مهدی میر هادی و امامزاده صادق رضا (که گفته می‌شود از نوادگان جعفر صادق هستند)، سواحل چپکرود، پل تاریخی آزان، خشت‌پل و تکیه کردکلا اشاره کرد. جمعه بازار جویبار قدیمی‌ترین بازار سنتی استان مازندران است.

## تاریخچه

### دوران باستان

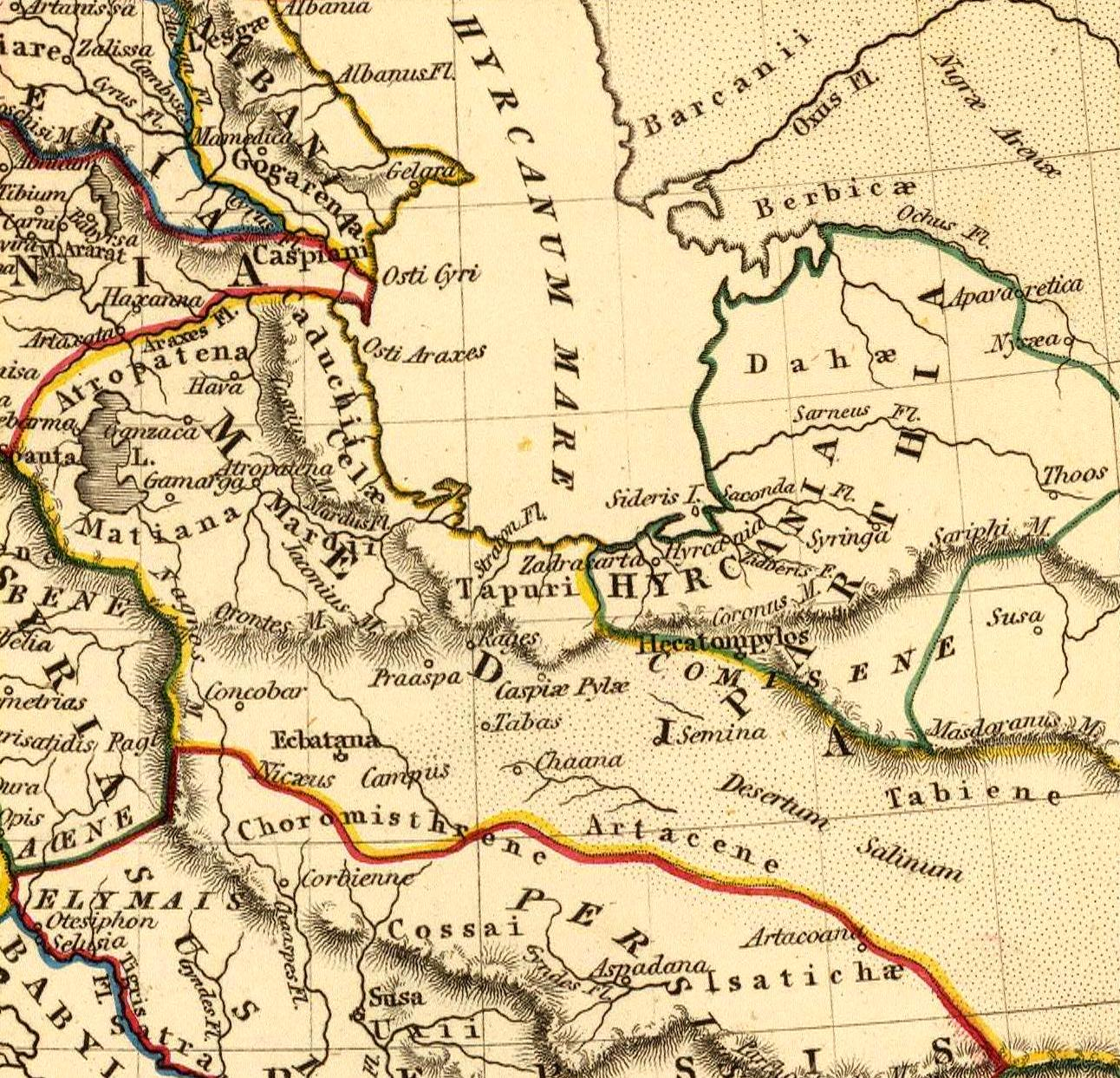
موقعیت تپورها در قرن دوم قبل از میلاد، از شرق سپیدرود تا اسرم هیرکانیا

استان مازندران پیش از اسلام تپورستان (به پهلوی: ) نامیده می‌شد که برگرفته از نام قوم تپوری (به یونانی: Τάπυροι) می‌باشد که پس از اسلام قوم طبری نام گرفتند و سرزمینشان طبرستان نامیده شد.
به اعتقاد مورخان آماردها نخستین سکنه باستانی مازندران بودند و آماردها از آمل تا تنکابن و تپورها از آمل تا گرگان سکونت داشتند. در عصر هخامنشی در کرانه جنوبی دریای مازندران اقوام، تپوری، آمارد، آناریاکه و کادوسی سکونت داشتند. مورخان آماردها را به مردمان داهه و سکایی و پارسی پیوند داده‌اند.
هرودوت از قبیله مارد (mardes) در کنار دائی‌ها (daens)، دروپیک‌ها (dropiques)، و ساگارتی‌ها (sagarties) به عنوان پارس‌های کوچنشین و صحراگرد یاد کرده‌است. پلینیوس مورخ یونانی محل آماردها را قسمت شرقی مارگانیا شناسایی کرده‌است. استرابون(۶۳ ق. م) قوم آمارد را در کنار اقوام تپوری، کادوسی و کرتی به عنوان اقوام کوهستان نشین شمال کشور یاد می‌کند. استرابو می‌نویسد: تمام مناطق این کشور به استثنای بخشی به سمت شمال که کوهستانی و ناهموار و سرد است و محل زندگی کوهنشینانی به نام کادوسی (Cadusii) و آماردی (Amardi) و تپوری (Tapyri) و کرتی (Cyrtii) و سایر مردمان دیگراست، حاصلخیز است.
به گفته واسیلی بارتلد تپوری‌ها در قسمت جنوب شرقی ولایت سکونت داشتند و در قید اطاعت هخامنشیان درآمده بودند و آماردها مغلوب اسکندر مقدونی و بعد مغلوب اشکانیان شدند و اشکانیان در قرن دوم ق. م. آنها را در حوالی ری سکونت دادند و اراضی سابق آماردها به تپوری‌ها اهدا شد و بطلمیوس در شرح دیلم یعنی قسمت شرقی گیلان در ساحل بحر خزر در آن زمان از تپوری‌ها نام می‌برد.به گفته یحیی ذکا در «کاروند کسروی» آورده‌است: آماردان یا ماردان، در زمان لشکر کشی اسکندر مقدونی به ایران، این تیره در مازندران نشیمن می‌داشتند و آن هنگام هنوز قبایل تپوران به آنجا نیامده بودند. به گفته مجتبی مینوی قوم آمارد و قوم تپوری در سرزمین مازندران می‌زیستند و تپوری‌ها در ناحیه کوهستانی مازندران و آماردها در ناحیه جلگه‌ای مازندران سکونت داشتند. در سال ۱۷۶ ق. م فرهاد اول اشکانی قوم آمارد را به ناحیه خوار کوچاند و تپوری‌ها تمام ناحیه مازندران را فرو گرفتند و تمام ولایت به اسم ایشان تپورستان نامیده شد. شهرهای آمل، چالوس، کلار، سعیدآباد و رویان جزئی از سرزمین قوم تپوری بودند.

### پس از اسلام
فرهنگ جغرافیایی ایران می‌نویسد:

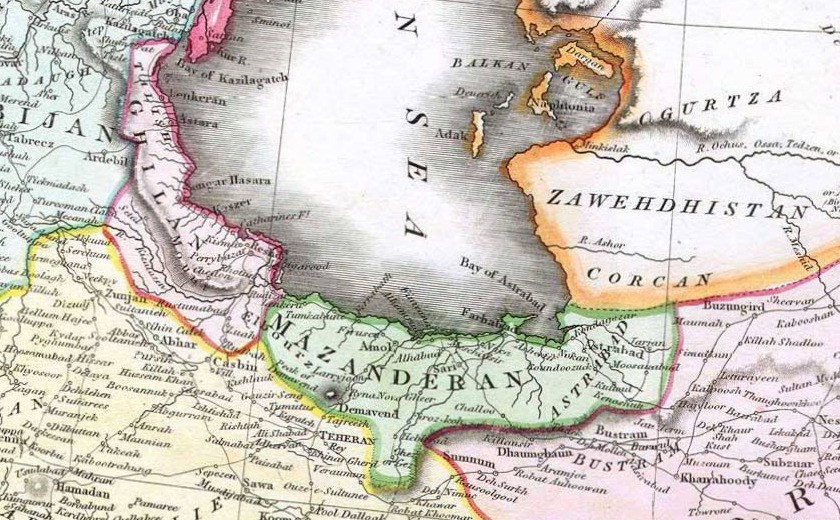
نقشه قدیم مازندران ۱۸۱۴ میلادی

«باغلو (مشهور به جویبار) قصبهٔ مرکز دهستان گیل‌خواران بخش مرکزی شهرستان شاهی، شهرستان قائمشهر است که در ۲۱ هزارگزی شمال شاهی و ۱۸ هزارگزی شمال باختری ساری در دشت واقع است. ناحیه‌ای است دارای آب و هوای معتدل مرطوب و ۳۱۰۰ تن سکنه، آب آنجا از چاه تأمین می‌شود و محصول عمدهٔ آن پنبه و غلات و کنجد و صیفی و شغل مردمش زراعت و راه آن به شاهی و کیاکلا شوسه‌است. کارخانهٔ پنبه‌پاک‌کنی دولتی در این قصبه دایر است. بازار عمومی جمعه در یک هزارگزی جنوب قصبه واقع است.»
گمان می‌رود اجتماع اولیه مردم در شهرستان جویبار به دوران صدر اسلام بازگردد؛ ولی اولین مدرک و نشانه از جویبار در کتاب سهمی، نویسنده تاریخ جورجان که در اواخر قرن چهارم و اوایل قرن پنجم زندگی می‌کرد در صفحه ۴۸۸ در مورد یک شخصیت علمی و فقهی برجسته با نام یعقوب تن بلائی از دهستان گیلخواران نام قدیمی جویبار نوشته شده‌است. تاریخ مرگ این فرد ۲۹۲ هجری ذکر شدهاست.
در سال ۱۳۱۰ در دوره پهلوی و به دستور رضاشاه کارخانه پنبه‌ای در مرکز شهر تأسیس شد که می‌توان گفت این کار اولین سنگ بنای شهر جدید جویبار بود. هم‌زمان با آن تاسیژاندارمری و مخابرات با مرکز تلفن مغناطیسی به این امر کمک کرد
- اولین‌های شهر جویبار کارخانه شالی کوبی توسط حسین منتظری تأسیس شد که البته قبل از وی یک شخص آلمانی که از جنگ جهانی متواری شده و به این منطقه پناه آورده بود یک کارخانه شالی کوبی احداث کرد.
- اولین کمباین توسط آقایان میر اکبر لاریمی و آقای پنبه کار به این منطقه آورده شد.
- اولین موتور برق جهت برق رسانی به خانه‌های جویبار توسط حاج آقای محمد علی شعیری در جویبار به کار انداخته شد و در کنار مسجد جامع کنونی قرار گرفت.
- اولین رئیس انجمن شهر آقای حاج ابراهیم اقبالیان بود.
- اولین دفتر ازدواج و طلاق در سال ۱۳۱۳ توسط شیخ مصطفی ورداسبی افتتاح شد از نکات جالب توجه این بود که تا سال وفاتشان یعنی ۱۳۴۵ فقط ۱۳ مورد طلاق ثبت کرده بود.
- اولین شهردار جویبار آقای گلچین بود
- اولین استادیوم ورزشی در سال ۱۳۴۵ افتتاح شد.
- اولین کتابخانه در سال ۱۳۴۵ افتتاح شد.
- اولین شرکت تعاونی در سال ۱۳۳۸ افتتاح شد.
- اولین حمام توسط استاد رفیع رنجبر در جویبار و شیخ مصلحی در کلاگرمحله دایر شد.
- اولین اتومبیل توسط حاج شکرالله فلاح به این شهر وارد شد.
- اولین سالن پینگ پنگ در سال ۱۳۴۶ در محوطه پار ملی بنا گردید که اکنون کلانتری شماره یک در آن استقرار دارد.
- اولین دیپلمه و اولین پزشک جویبار آقای هیبت‌الله ورداسبی بود.
- در سال ۱۳۶۸ با پیگیری‌های مکرر بعضی از زحمتکشان، وزارت کشور با تأسیس بخشداری در جویبار موافقت نمود؛ و این بخشدار در سال ۱۳۷۰ شروع به فعالیت نمود.

در سال ۱۳۱۲ شخصی به نام یپرم ارمنی تاجر، با جند نفر تاجر محلی در جویبار کارخانه پنبه پاک کنی تأسیس کردند که در سال ۱۳۱۷ رضا شاه مالک این کارخانه کوچک شده و کارخانه بزرگ را تأسیس کرد.
- اولین مدرسه را در مرحوم شیخ مصطفی ورداسبی با مرحوم شیخ اسماعیل مهجور، در سال ۱۳۱۶ جویبار راه اندازی کردند که همان مدرسه سعدی بود. از شاخص‌ترین مدیران به علی مدانلو (علی آقا مدیر) و معلمان این مدرسه می‌توان به حسینعلی یعقوبی و عبدالرحیم معتمدی اشاره کرد.
- در سال ۱۳۱۴ سازمان شیلات برقرار شد.

در زمان رضاشاه برای بار اول بهداری تأسیس کردند که آقای نادری به عنوان اولین پزشک و آقای نجاتی به عنوان پزشک یار به کار مشغول شدند. شهرداری جویبار برای اولین بار در سال ۱۳۴۰ با انتخاب شهردار از سوی استاندار مازندران شروع به فعالیت نمود.

## مردم

### قومیت
مردم جویبار از قومیت طبری هستند . شهرهای آمل، چالوس، کلار، سعیدآباد و رویان جزئی از سرزمین قوم تپوری بودند.
در قرن ۱۶ میلادی به فرمان شاه عباس صفوی سکونت گزینی اجباری کُردها، سمنانی ها، ترکها و خراسانی‌ها در این منطقه، به عنوان مرزد‎اران سرحدات شمالی برای جلوگیری از تجاوز ترکمنها و ازبکها صورت گرفت. و اولین طایفه ای که به این منطقه کوچانده شده اند طایفه مدانلو از قوم کُرد بود و هم اکنون یکی از محله‌های جویبار و آبادیهای اطراف به نام این طایفه می‌باشد. به غیر از شهر جویبار، طایفه مدانلو در لاریم، کُردکلا، مشک‌آباد و پنبه چوله ساکن می‌باشند.

### خطر انقراض قوم طبری
به گفته پژوهشگران آمار بالای طلاق، باروری کم، سالمندی و ازدواج پایین از مشکلات حوزه جمعیت در میان قوم طبری به ویژه طبری‌های مازندران محسوب می‌شود. پژوهشگران به روند پیری جمعیت قوم طبری اشاره نموده و بر لزوم توجه به سیاست جوانی جمعیت تاکید دارند. پژوهشگران خطر انقراض قوم طبری (مازندرانی) را در کشور خطر جدی میدانند. براساس غربالگری از ۴۳۰ هزار زوج طبری (مازندرانی) در سال ۱۴۰۱ حدود ۱۰ هزار زوج نابارور در مازندران شناسایی شدند.

### جمعیت
شهر جویبار طبق آمار سال ۹۵ دارای ۳۲٬۹۲۴ جمعیت می‌باشد.

### زبان
مردم جویبار به زبان مازندرانی (طبری) گویش می‌کنند.

## محدوده شهری
در گذشته حریم شهری جویبار دو خیابان مابین میدان کشتی تا میدان امام (سپاه) و از آنجا تا آتش‌نشانی بود. با گذشت زمان این محدوده گسترش یافت.
شهر جویبار از محلات به هم پیوسته تشکیل شده‌است. این محلات عبارتند از:کلاگرمحله، سراجکلا، بالامحله، فقیه‌محله، جوان‌محله، حیدرآباد، تازه‌آباد، کردمحله و باغبان‌محله. همچنین کلاگرمحله یکی از بزرگترین محله‌های جویبار می‌باشد
۲۷ در صد از مساحت جویبار در بافت فرسوده قرار دارد.

## ورزش
جویبار در طول تاریخ یکی از موفق‌ترین شهرهای ایران در ورزش به خصوص در رشته کشتی بوده‌است. اتحادیه جهانی کشتی فیلا در سال ۲۰۱۳، در گزارشی، جویبار را پایتخت کشتی ایران نامید. حسن یزدانی، رضا یزدانی، کامران قاسمپور، مسعود اسماعیل‌پور، کمیل قاسمی، سبحان روحی، یعقوب نجفی جویباری، عزیز واگذاری، آیت واگذاری، عزت‌الله اکبری، مهدی حاجی‌زاده، محمد نخودی و امیرمحمد یزدانی کشتی گیرانی مطرح در این شهر هستند.
جویبار در طول تاریخ المپیک ۷ کشتی‌گیر داشته که توانستند ۳ مدال المپیک کسب کنند.
در رشته فوتبال نیز از محمود فکری، شهاب گردان و محمدجواد حسین نژاد می‌توان نام برد.

## نگارخانه

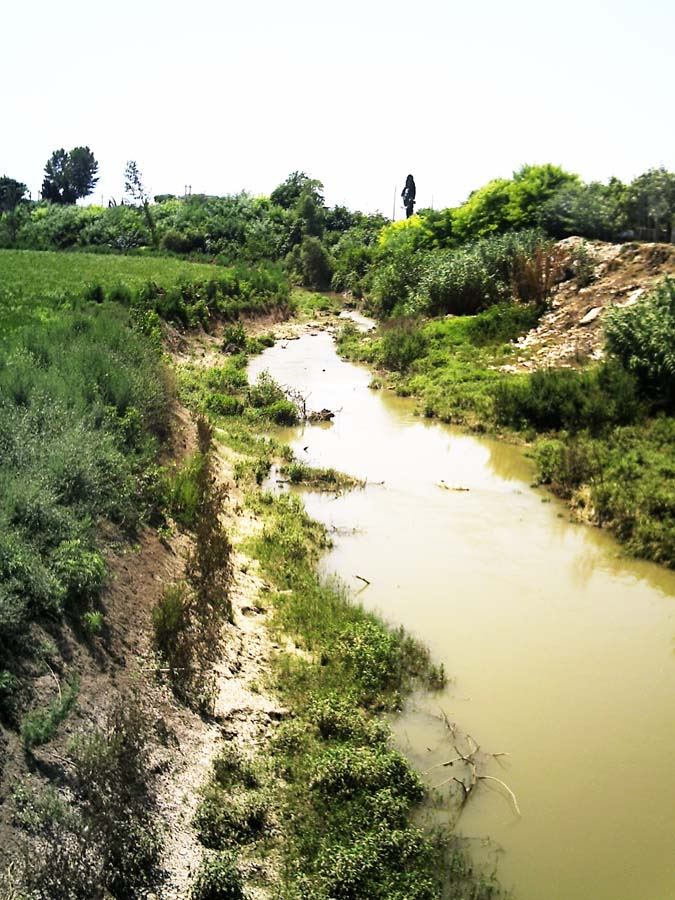
رودخانه سیاهرود
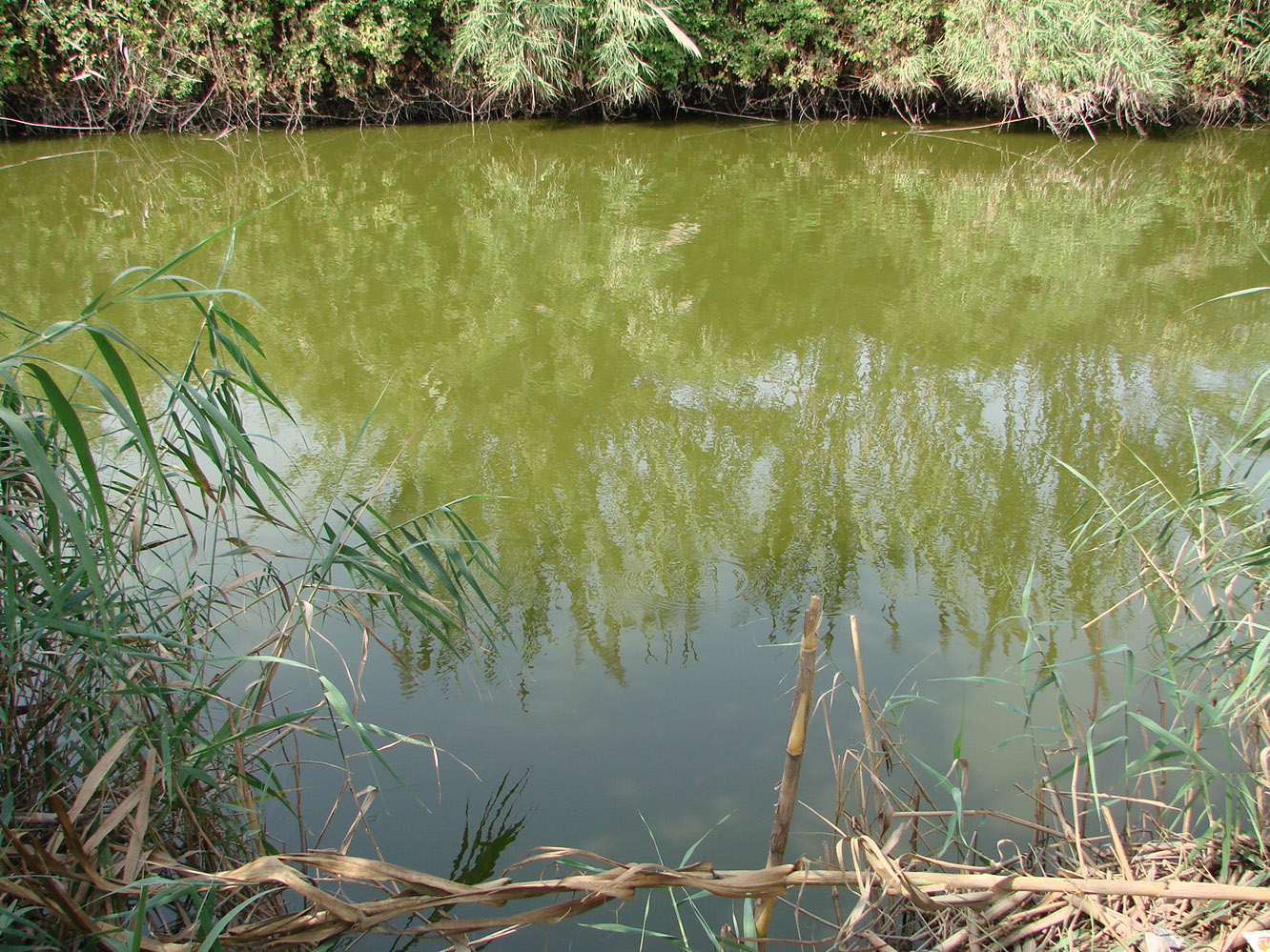
رودخانه‌ای در جویبار
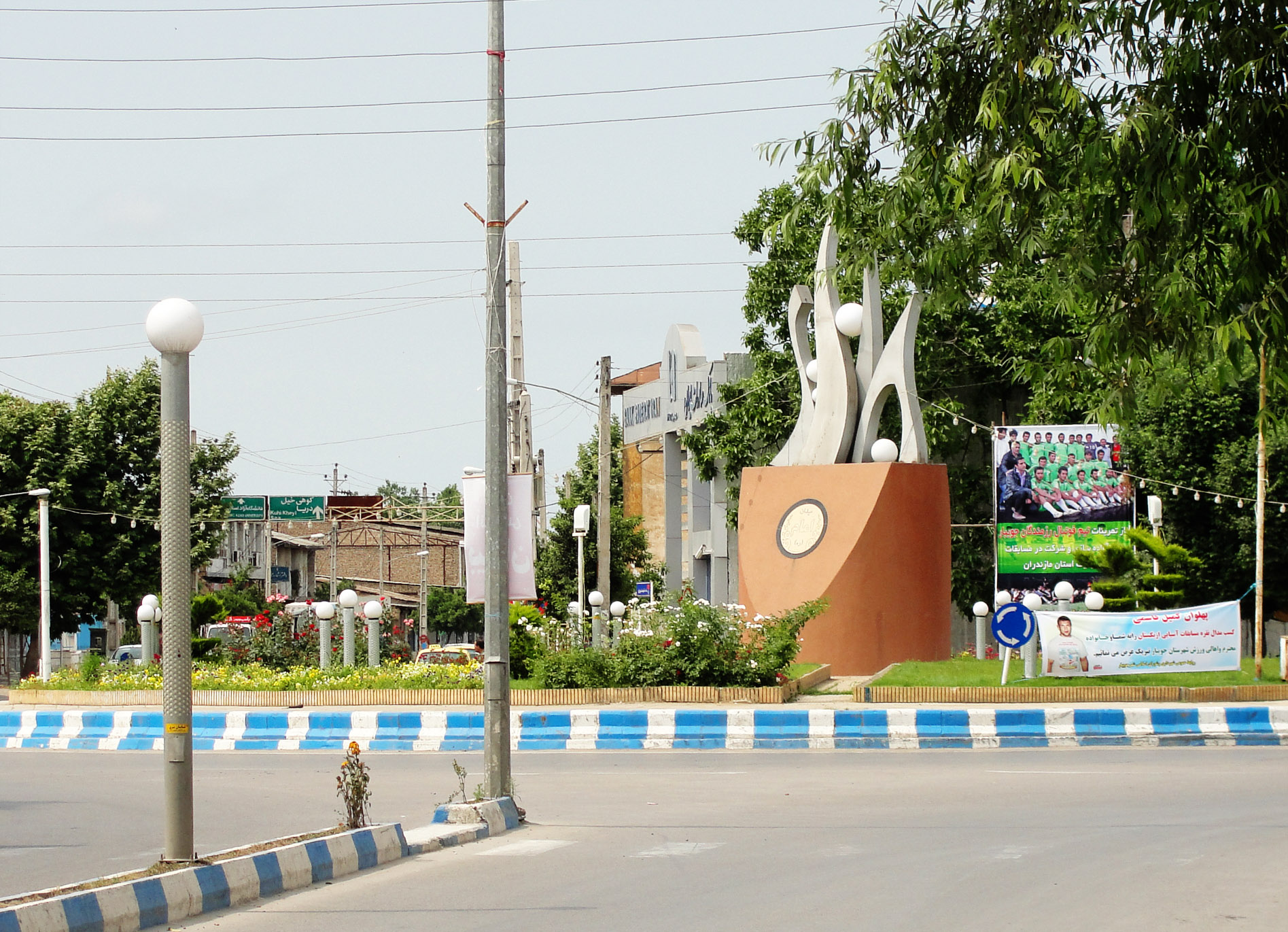
میدان امام جویبار
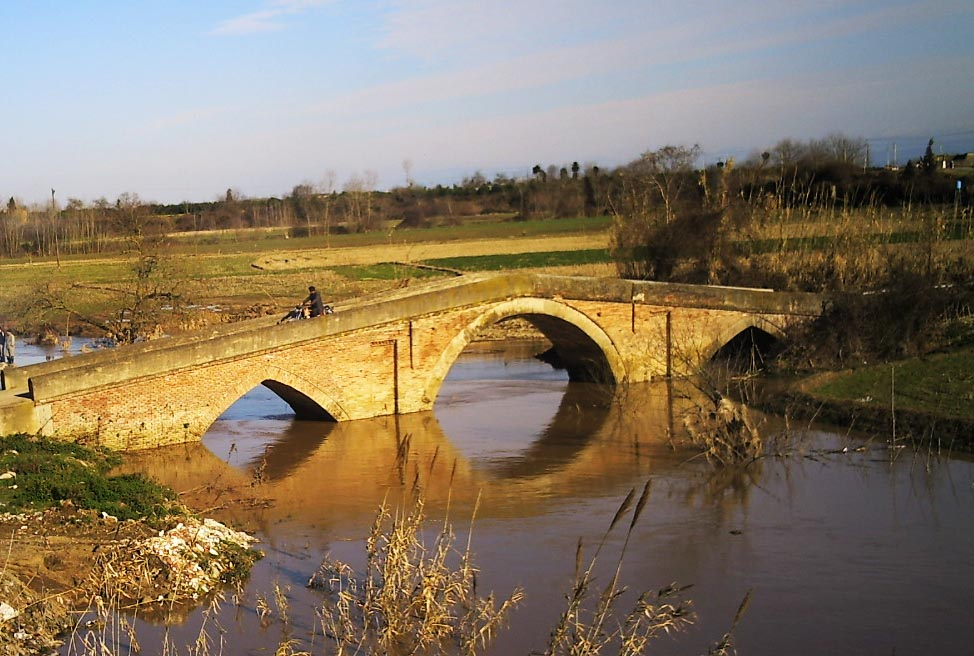
خشت‌پل بر روی سیاهرود
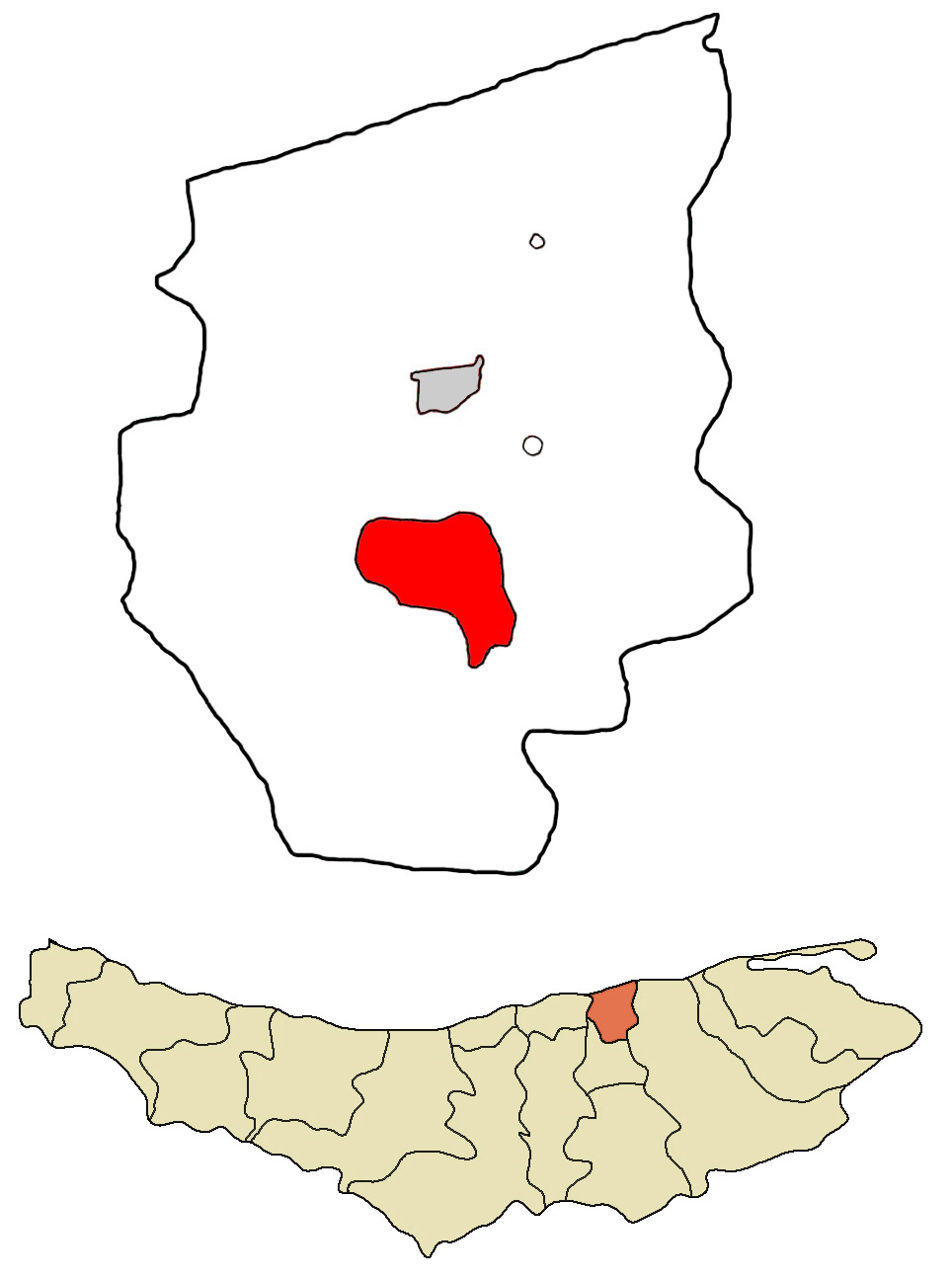
مکان شهر جویبار در شهرستان جویبار با رنگ قرمز مشخص شده‌است